# Soko J-22 Orao
IAR-93/J-22 Orao är ett tvåmotorigt lätt attackplan med sekundära jaktuppdrag, som konstruerades och tillverkades gemensamt av jugoslaviska SOKO och rumänska CNIAR. Planet förekommer i både ensitsiga och tvåsitsiga versioner, och i varianter med eller utan efterbrännkammare. Prototyperna flög första gången 1974, och planet är fortfarande i tjänst i det serbiska flygvapnet.

## Utveckling
Efter att SOKO tagit fram de relativt framgångsrika skolflygplanen G2 Galeb och J-1 Jastreb togs ett beslut att ta fram ett flygplan för närunderstöds- och lätta attackuppdrag. Sekundära uppdrag var spaning och jaktuppdrag med helikoptrar och transportplan som främsta mål. I samarbete med den rumänska firman CNIAR togs flygplanet fram, och de första ensitsiga prototyperna flög samtidigt i båda länderna den 31 oktober 1974. Men utvecklingsprogrammet gick långsamt, och det dröjde till januari 1977 innan den tvåsitsiga varianten flög. 
De första versionerna var i första hand tänkta för skoluppgifter, och var utan efterbrännkammare. 1983 och 1985 flög attackversionerna benämnda Orao 2 respektive IAR-93B.
Planer på att modernisera planet gick om intet till följd av kommunismens fall, och under Bosnienkriget förstördes dessutom SOKO:s fabrik i Mostar.

## Varianter
- IAR-93A/Orao 1 Första serietillverkade versionen. Ensitsigt spaningsversion, samt tvåsitsig avancerat skolflygplan. Ingen efterbrännkammare.
- IAR-93B/Orao 2 Huvudsaklig produktionsvariant. Attackversion med efterbrännkammare. Ett fåtal Orao-2 var tvåsitsiga, i övrigt alla ensitsiga.
- Orao 2D Moderniserade skolflygplan baserade på Orao 1.

## Operativ tjänst
IAR-93 flög operativt med det rumänska flygvapnet till slutet på 1990-talet, varefter de kvarvarande planen förvarades med tanke på eventuella exportmöjligheter. Då inget intresse för planen visats har flera av planen skrotats.
Orao var i tjänst först hos det jugoslaviska flygvapnet, för att efter sönderfallet överföras till det serbiska flygvapnet, som använde dem operativt som lätta attackplan under bosnienkriget, samt senare under inledningsfasen av krisen i Kosovo. Ett fåtal plan var också i tjänst hos de serbiska väpnade styrkorna i Bosnien.